# Holarrhena congolensis
Holarrhena congolensis är en oleanderväxtart som beskrevs av Otto Stapf. Holarrhena congolensis ingår i släktet Holarrhena och familjen oleanderväxter. Inga underarter finns listade i Catalogue of Life.